# SMS Kaiser Karl VI (1898)
Броненосный крейсер «Кайзер Карл VI» (нем. Kaiser Karl VI) — боевой корабль австро-венгерского флота, построен в единственном экземпляре. Назван в честь императора Священной Римской империи Карла VI. Участвовал в нескольких боевых операциях. В марте 1918 года исключен из боевого состава, до конца войны служил штабным кораблем в Себенико.

## Проектирование и строительство
В 1890-е годы флот Австро-Венгрии начал строительство броненосных крейсеров в качестве вспомогательных судов, а также для того, чтобы освободить линейные корабли от части боевых задач. Первым кораблём такого типа стал крейсер «Кайзерин унд кёнигин Мария-Терезия», который был развитием бронепалубного крейсера «Императрица Елизавета». «Кайзер Карл VI» был тяжелее предшественника на 800 английских тонн (810 метрических тонн), быстрее на 1,5 узла (2,8 км/ч; 1,7 миль/ч), и заметно сильнее бронирован. Развитием проекта стал ещё более крупный крейсер «Санкт Георг».
«Кайзер Карл VI» заложен на верфи «Stabilimento Tecnico Triestino» (STT) 1 июля 1896 года и спущен на воду 1 октября 1898. Достройка на плаву продолжалась до 23 мая 1900, когда корабль был сдан заказчику.

## Конструкция

### Корпус[1]
Построен на верфи «Stabilimento Tecnico Triestino» (STT) в Триесте.
- длина по ватерлинии — 117,9 м (387 фут);
- длина наибольшая — 118,96 м (390,3 фут);
- ширина наибольшая — 17,27 м (56,7 фут);
- осадка — 6,75 м (22,1 фут);
- водоизмещение расчётное — 6265 тонн (6166 английских тонн);
- водоизмещение полное — 6974 тонн (6864 английских тонн);
- две мачты для наблюдателей.

### Силовая установка[1]
Две четырёхцилиндровые паровые машины тройного расширения приводили во вращение два гребных винта. Машины изготовлены в Триесте на верфи Stabilimento Tecnico Triestino (STT).
Машины питались паром из водотрубных котлов британской фирмы «Maudslay, Sons and Field».
Суммарная мощность установки 12 000 индикаторных лошадиных сил (8900 кВт) позволяла развить скорость 20,83 узла (38,58 км/ч; 23,97 миль/ч).

### Бронирование и вооружение[1]
Главный калибр:

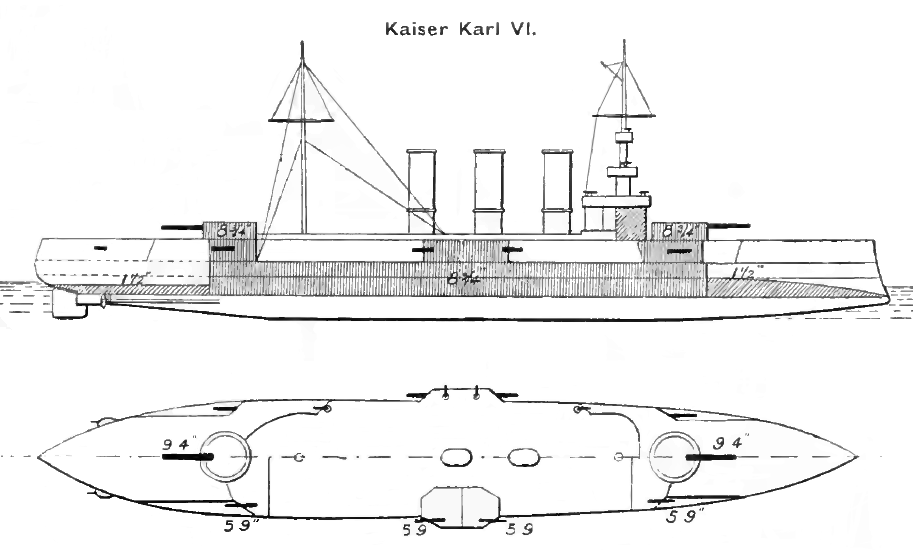
Схема вооружения и бронирования

- две 24-см (9,4 дюйма) L/40 C/94 пушки завода Круппа в одиночных башенных установках в диаметральной плоскости, одна в носу и одна в корме.

Дополнительное вооружение:
- восемь 15-см (5,9 дюймов) L/40 пушек в восьми полукруглых казематах, выступающих из бортовой брони.

Противоминный калибр:
- шестнадцать 47-мм (1,9 дюйма) L/44 пушек фирмы Škoda;
- две 4,7-см L/33 пушки Гочкиса.

Прочее вооружение:
- два 8-мм пулемёта;
- две 7-см L/18 десантные пушки;
- два 45-см торпедных аппарата, по одному с каждого борта.

Главный броневой пояс:
- толщиной 220 мм (8,7 дюйма) в центральной части, возле снарядных погребов и силовой установки;
- толщиной 170 мм (6,7 дюйма) в оконечностях.

Бронированная палуба толщиной от 40 до 60 мм (1,6÷2,4 дюйма).
Башни главного калибра толщиной 200 мм (7,9 дюйма).
Казематы 15-см орудий толщиной 80 мм (3,1 дюйма).
Боевая рубка: толщина стенок 200 мм (7,9 дюйма), крыши — 100 мм (3,9 дюйма).

## Команда
Команда насчитывала 535 офицеров и матросов.

## Служба
Сразу по постройке «Кайзер Карл VI» часто служил учебным судном наряду с тремя линейными кораблями класса «Габсбург» вперемежку с крейсером «Санкт Георг». После летних учений корабль отправлялся в резерв, где стоял в частичной боевой готовности.
В середине 1910 года «Кайзер Карл VI» совершил последнее среди боевых кораблей Австро-Венгрии трансатлантическое путешествие, посетив Бразилию, Уругвай и Аргентину, представляя 25 мая Австро-Венгрию на праздновании столетия Аргентинской революции, в ходе которой страна освободилась от владычества Испании.

### Первая мировая война
После июльского кризиса, спровоцированного убийством эрцгерцога Франца-Фердинанда, находившийся в Средиземном море немецкий крейсер «Гёбен» 7 августа запросил защиты от британцев у австрийского флота, для чего адмирал Антон Гаус направил группу кораблей, в том числе «Кайзер Карл VI». Австрийский флот успешно произвёл обманный манёвр, отвлекая внимание британцев, в то время как «Гёбен» ушёл в Стамбул. После этого австрийский флот вернулся на базу, не соприкоснувшись с британскими кораблями.
8 августа начался обстрел порта Каттаро черногорскими войсками. «Кайзер Карл VI», будучи наиболее мощным кораблём в порту на тот момент, принимал участие в подавлении огневых точек с помощью корректировщиков огня на аэропланах. Через 5 дней к черногорцам прибыло подкрепление из Франции, заставившее австрийцев ввести в бой устаревший, но вооружённый 30,5-см пушками броненосцец «Радецкий», и к 27 октября батареи были подавлены, и от планов захвата Каттаро французы отказались.
Когда в августе 1914 мобилизация австро-венгерского флота завершилась, «Кайзер Карл VI» оказался в составе Крейсерской флотилии, которая большую часть времени стояла в порту, будучи неспособна действовать с новейшими быстроходными крейсерами класса «Новара».
Когда в 1915 году Италия вступила в войну с Центральными державами, австро-венгерский флот продолжил играть отведённую ему роль, направленную на связывание многочисленного флота Антанты. Адмирал Гаус полагался на то, что миноносцы и мины существенно сократят итальянский флот прежде, чем разыграется генеральное сражение.
К началу 1918 года долгие периоды бездействия сказались на дисциплине каттарской флотилии. 1 февраля На «Санкт Георге» вспыхнул бунт, быстро перекинувшийся и на «Кайзер Карл VI». Офицеры были изолированы, комитет из нижних чинов и матросов выдвинул требования начинавшиеся с дополнительных увольнений и улучшения пайка и заканчивавшихся прекращением войны на основе 14-ти пунктов Вильсона. 2 февраля красные флаги с «Кайзера Карла VI» были сорваны, позднее прибывшие подкрепления прекратили бунт.
Последствием Каттарского бунта стало серьёзное сокращение численности австро-венгерского флота за счёт кораблей, которые, подобно бунтовавшим, стояли в портах без боевого применения. По окончании войны «Кайзер Карл VI» достался Британии, которая продала его в Италию на слом.